# Bavorov

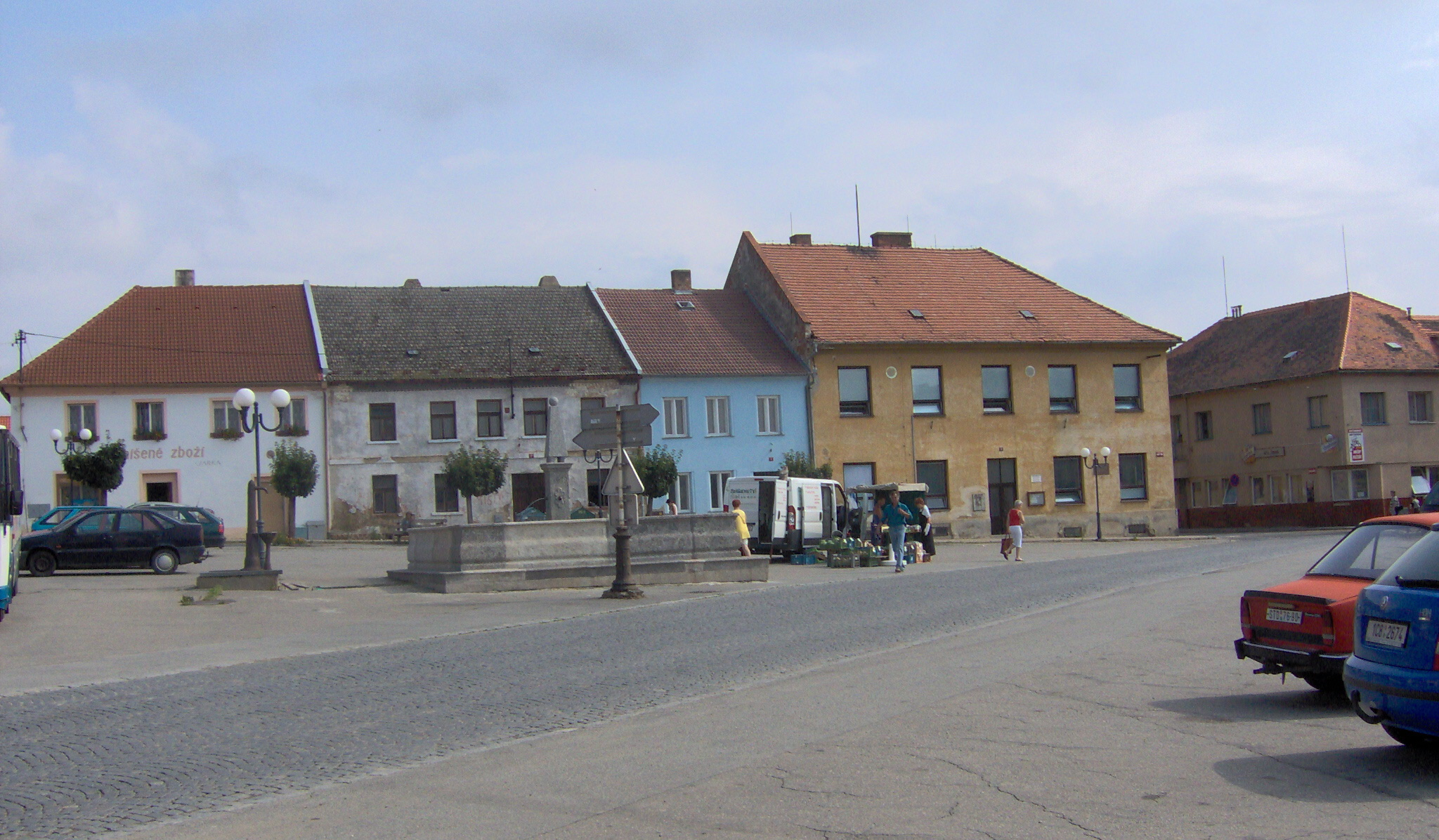
Bavorovi utcakép

Bavorov (németül: Barau) város Csehország Dél-csehországi kerületének Strakonicei járásában. Lakosainak száma 1487 (2008. 12. 31). A város Vodňanytól nyolc kilométerre nyugatra fekszik. Szomszédos települések: északon Budyně, északkeleten Svinětice, délen Chelčice, délkeleten Truskovice és Barovské Svobodné Hory, délen Šipoun és Strunkovice, délnyugaton Dubská Lhota, Dub és Bročice, nyugaton Tourov és Trzice, valamint északnyugaton Útěšov. A várostól 5 km-re keletre találhatók a Helfenburg-vár romjai.

## Területi felosztása
- Bavorov
- Blanice
- Čichtice
- Svinětice
- Tourov
- Útěšov

## Népesség
A település népessége az elmúlt években az alábbi módon változott:
| Lakosok száma | 3120 | 3113 | 2966 | 2027 | 1670 | 1499 | 1599 | 1572 | 1614 | 1640 |
|               | 1869 | 1900 | 1921 | 1961 | 1980 | 2011 | 2016 | 2019 | 2021 | 2024 |

## Fordítás
- Ez a szócikk részben vagy egészben  a   Bavorov című cseh Wikipédia-szócikk fordításán alapul.  Az eredeti cikk szerkesztőit annak laptörténete sorolja fel. Ez a jelzés csupán a megfogalmazás eredetét és a szerzői jogokat jelzi, nem szolgál a cikkben szereplő információk forrásmegjelöléseként.